# Rhabditida
Rhabditida är en ordning av rundmaskar. Enligt Catalogue of Life ingår Rhabditida i klassen Secernentea, fylumet rundmaskar och riket djur, men enligt Dyntaxa är tillhörigheten istället klassen Adenophorea, fylumet rundmaskar och riket djur. Enligt Catalogue of Life omfattar ordningen Rhabditida 163 arter. 
De vuxna exemplaren är maskformiga och munnöppningen saknar tänder. Flera larver förekommer som parasiter i groddjurens lungor.
Könsmogna exemplar av den första generationen lever i jorden och från äggen kläcks ovala larver. De äter sin moder och sedan upptas de ofta av ett groddjur. parasiten följer blod- och lymfkärlen och når fram till groddjurets lunga. Där blir de cirka 14 mm långa. Maskarna är först av hankön och byter sedan till honkön. De lägger ägg som befruktas. Med hjälp av groddjurets respiratoriska epitel når äggen munhålan och sedan mag- tarmsystemet.

## Systematik
Familjer enligt Catalogue of Life och Dyntaxa:
- Agfidae
- Alirhabditidae
- Alloionematidae
- Brevibuccidae
- Bunonematidae
- Cephalobidae
- Drilocephalobidae
- Elaphonematidae
- Heterohabditidae
- Heterorhabditidae
- Odontorhabditidae
- Ostellidae
- Panagrolaimidae
- Pangrolaimidae
- Pterygorhabditidae
- Rhabdiasidae
- Rhabditidae
- Robertiidae
- Steinernematidae
- Strongyloididae
- Syrphonematidae